# Compagnie des chemins de fer départementaux de l'Aube
Pour les articles homonymes, voir CDA.

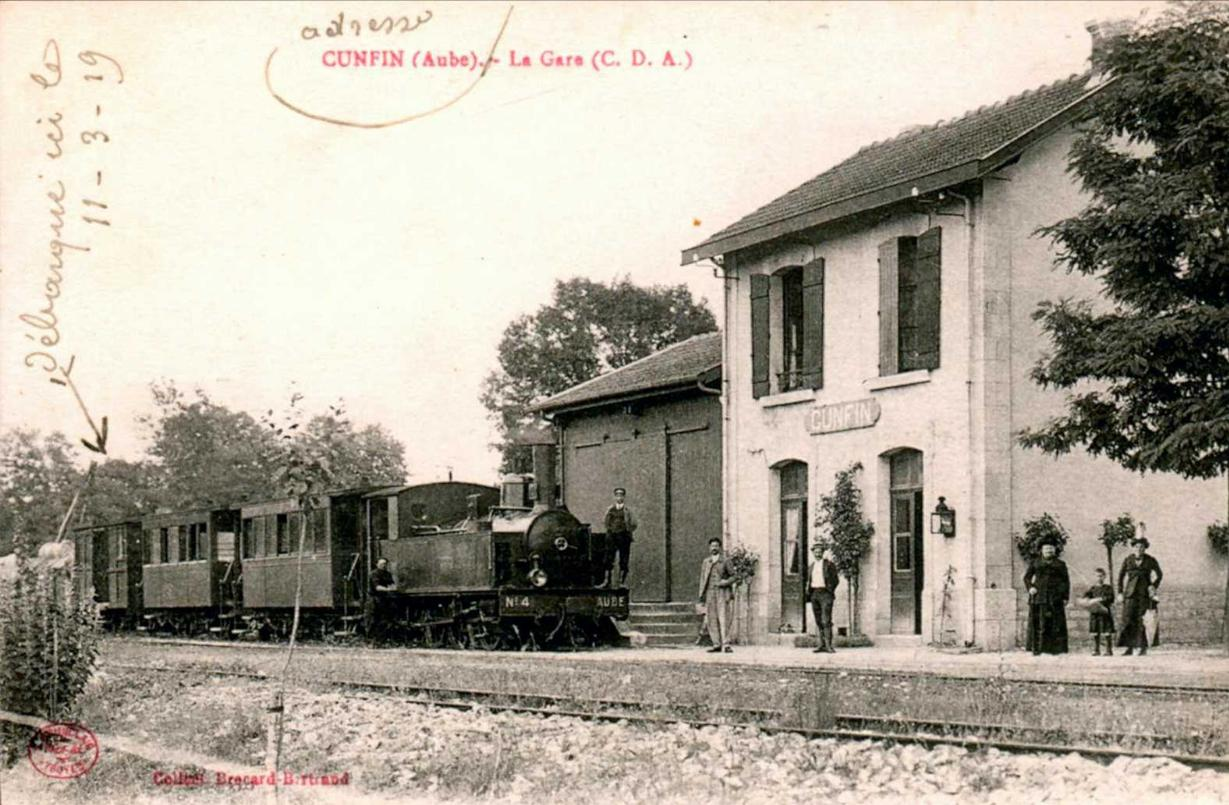
Un train en gare de Cunfin.

La compagnie des chemins de fer départementaux de l'Aube (CDA) fut le nom d'une compagnie concessionnaire et exploitante de réseaux de chemins de fer d'intérêt local à voie métrique dans le nord-est de la France.

## Lignes concédées
Les lignes suivantes lui ont été concédées :
1. la ligne de Polisot aux Riceys et à Cunfin, dans l'Aube ;
2. la ligne de Lunéville à Blâmont et à Badonviller, en Meurthe-et-Moselle.

## Ligne exploitée
La compagnie a eu également en charge l'exploitation de :
1. la ligne de Lunéville à Einville, en Meurthe-et-Moselle.

## Chronologie
- 17 aout 1897 : Concession de la ligne de Polisot aux Riceys et à Cunfin à M. Louis Maison et déclaration d'utilité publique[1]
- 27 octobre 1897 : Constitution de la compagnie des chemins de fer départementaux de l'Aube
- 8 octobre 1899 : Loi de substitution à M. Louis Maison de la société anonyme C.D.A[2],[3].